# Les Hautes-Rivières
Hautes-Rivières – miejscowość i gmina we Francji, w regionie Grand Est, w departamencie Ardeny.
Według danych na rok 1990 gminę zamieszkiwało 2077 osób, a gęstość zaludnienia wynosiła 66 osób/km².